# 系统动力学
系統動態學（英語：System dynamics），或稱系統動力學，是美國麻省理工史隆管理學院Jay W. Forrester於1950年代綜合了系統理論(System Theory)、
控制論(Cybernetics)、伺服機械學(Servo-mechanism)、資訊理論(Information Theory)、
決策理論(Decision Theory)以及電腦模擬(Computer Simulation)所發展出來的。系統動態學是過程導向的研究方法，
擅長於大量變數、高階非線性系統的研究，系統中的因、果回饋關係環環相扣，例如研究世界人口、生產活動、污染、自然資源等問題的「世界動態學模式」(Forrester, 1973)、研究都市發展動態的「都市動態學模式」(Forrester, 1969)等。系統動態學應用的領域非常廣泛，包含生態、經濟、社會、組織、管理、環境保護等。系統動態學研究的主要貢獻是對於動態系統反直覺行為的深入了解，透過行為背後的結構性原因(互動機制)來解釋為何行為產生如此的變化形態；其次透過電腦的模擬提供了政策設計與學習的練習場。
系統動態學對問題的理解，是基於系統行為與內在機制間的相互緊密的依賴關係，並且透過數學模型的建立與操弄的過程而獲得的，逐步發掘出產生變化形態的因、果關係，系統動態學稱之為結構。所謂結構是指一組環環相扣的行動或決策規則所構成的網路，例如指導組織成員每日行動與決策的一組相互關連的準則、慣例或政策，這一組結構決定了組織行為的特性。構成系統動態學模式結構的主要元件包含下列幾項，「流」(flow)、「積量」(level)、「率量」 (rate)、「輔助變數」(auxiliary) (Forrester, 1961)。
系統動態學將組織中的運作，以六種流來加以表示，包括訂單(order)流、人員(people)流、錢(money)流、設備(equipment)流、物料流 (material)與資訊(information)流，這六種流歸納了組織運作所包含的基本結構。積量表示真實世界中，可隨時間遞移而累積或減少的事物，其中包含可見的，如存貨水準、人員數；與不可見的，如認知負荷的水準或壓力等，它代表了某一時點，環境變數的狀態，是模式中資訊的來源；率量表示某一個積量，在單位時間內量的變化速率，它可以是單純地表示增加、減少或是淨增加率，是資訊處理與轉換成行動的地方；輔助變數在模式中有三種涵意，資訊處理的中間過程、參數值、模式的輸入測試函數。其中，前兩種涵意都可視為率量變數的一部分。
系統動態學的建模基本單位－資訊回饋環路結構的基本組成是資訊回饋環路(information feedback loops)。環路是由現況、目標以及現況(積量)與目標間差距所產生的調節行動(率量)所構成的，環路行為的特性在消弭目標與現況間的差距，例如存貨的調節環路。除了目標追尋的負環外，還有一種具有自我增強(self-reinforced)的正回饋環路，即因果彼此相互增強的影響關係，系統的行為則是環路間彼此力量消長的過程。但除此之外結構還須包括時間滯延(time delay)的過程，如組織中不論是實體的過程例如生產、運輸、傳遞等，或是無形的過程例如決策過程，以及認知的過程等都存在著或長或短的時間延遲。系統動態學的建模過程，主要就是透過觀察系統內六種流的交互運作過程，討論不同流裡，其積量的變化與影響積量的各種率量行為。

## 软件
通常是使用名为Dynamo的专用计算机语言来实现系统动態学的仿真。
- CONSIDEO （页面存档备份，存于）
- VENSIM （页面存档备份，存于）
- TRUE （页面存档备份，存于）